# Кубок Ізраїлю з футболу 2010—2011
Кубок Ізраїлю з футболу 2010–2011 — 72-й розіграш кубкового футбольного турніру в Ізраїлі. Титул вдруге поспіль здобув Хапоель (Тель-Авів).

## Регламент
Кубкова стадія складається з двох раундів: регіонального та національного, саме з національного раунду (1/16 фіналу) стартують клуби Прем'єр-ліги.

## 1/16 фіналу
| Команда 1                    | Рахунок | Команда 2                        |
| ---------------------------- | ------- | -------------------------------- |
| 1 лютого 2011                |         |                                  |
| Хапоель (Афула) (3)          | 1:4     | Хапоель (Беер-Шева)              |
| Маккабі (Нетанья)            | 4:1     | Бней-Єгуда                       |
| Хапоель (Ашкелон)            | 1:0     | Маккабі Іроні (Бат-Ям) (2)       |
| Маккабі (Герцлія) (2)        | 2:0     | Маккабі (Тамра) (3)              |
| Хакоах Маккабі Амідар (2)    | 0:2 дч  | Хапоель (Раанана) (2)            |
| Хапоель (Єрусалим) (3)       | 2:0     | Маккабі (Беер-Шева) (2)          |
| Хапоель (Акко)               | 0:2     | Маккабі Іроні (Джатт) (2)        |
| Секція Нес-Ціона (2)         | 1:0     | Маккабі Іроні (Нетівот) (3)      |
| Хапоель (Петах-Тіква)        | 3:1     | Маккабі (Тель-Авів)              |
| 2 лютого 2011                |         |                                  |
| Маккабі (Кір'ят-Ата) (3)     | 0:7     | Хапоель (Тель-Авів)              |
| Хапоель (Кфар-Сава) (2)      | 0:3     | Маккабі (Хайфа)                  |
| Хапоель (Хайфа)              | 2:0 дч  | Маккабі (Дальят-аль-Кармель) (4) |
| Хапоель (Рішон-ле-Ціон) (2)  | 3:1     | Бней Сахнін                      |
| Хапоель Іроні (Кір'ят-Шмона) | 1:0     | Маккабі Ахі (Назарет) (2)        |
| Маккабі (Петах-Тіква)        | 0:1     | Ашдод                            |
| Хапоель (Рамат-Ган)          | 0:1     | Бейтар (Єрусалим)                |

## 1/8 фіналу
| Команда 1                    | Рахунок | Команда 2                   |
| ---------------------------- | ------- | --------------------------- |
| 1 березня 2011               |         |                             |
| Хапоель (Раанана) (2)        | 3:0     | Маккабі Іроні (Джатт) (2)   |
| Хапоель Іроні (Кір'ят-Шмона) | 4:0     | Хапоель (Беер-Шева)         |
| Маккабі (Нетанья)            | 1:0     | Хапоель (Петах-Тіква)       |
| Секція Нес-Ціона (2)         | 1:3 дч  | Хапоель (Хайфа)             |
| Маккабі (Герцлія) (2)        | 0:2     | Ашдод                       |
| Бейтар (Єрусалим)            | 2:0     | Хапоель (Рішон-ле-Ціон) (2) |
| 2 березня 2011               |         |                             |
| Хапоель (Тель-Авів)          | 2:1     | Хапоель (Ашкелон)           |
| Маккабі (Хайфа)              | 2:1     | Хапоель (Єрусалим) (3)      |

## 1/4 фіналу
| Команда 1             | Рахунок      | Команда 2                    |
| --------------------- | ------------ | ---------------------------- |
| 19 квітня 2011        |              |                              |
| Хапоель (Тель-Авів)   | 1:0          | Бейтар (Єрусалим)            |
| 20 квітня 2011        |              |                              |
| Хапоель (Раанана) (2) | 0:1          | Хапоель Іроні (Кір'ят-Шмона) |
| Маккабі (Нетанья)     | 1:1 пен. 4:1 | Ашдод                        |
| Хапоель (Хайфа)       | 1:3          | Маккабі (Хайфа)              |

## 1/2 фіналу
| Команда 1           | Рахунок | Команда 2                    |
| ------------------- | ------- | ---------------------------- |
| 11 травня 2011      |         |                              |
| Хапоель (Тель-Авів) | 2:0     | Хапоель Іроні (Кір'ят-Шмона) |
| Маккабі (Нетанья)   | 2:3     | Маккабі (Хайфа)              |

## Фінал
| 25 травня 2011 20:50 (EEST) |

| Хапоель (Тель-Авів) | 1:0      | Маккабі (Хайфа) |
| ------------------- | -------- | --------------- |
| Туама 2'            | Протокол |                 |

| Стадіон «Рамат-Ган», Рамат-Ган Глядачів: 40 000 Арбітр: Меір Леві |